# Aminoacil tRNK sintetaza
Aminoacil tRNK sintetaza (aaRS ili ARS), koja se isto tako naziva tRNK-ligaza, je enzim koji vezuje podesne aminokiseline na njihov tRNK. To se ostvaruje katalizovanjem esterifikacije specifične aminokiseline ili njenog prekurzora sa jednom ili više njenih kompatibilnih tRNK molekula, čime se formira aminoacil-tRNK. Kod ljudi, 20 različitih tipova aa-tRNK se formira posredstvom 20 različitih aminoacil-tRNK sintetaza, jedna za svaku aminokiselinu genetičkog koda.
To se ponekad naziva „punjenje” ili „učitavanje” tRNK sa aminokiselinom. Nakon što je tRNK učitana, ribozom može da prenese aminokiselinu sa tRNK na rastući peptid, u skladu sa genetičkim kodom. Aminoacil tRNK stoga igra jednu važnu ulogu u RNK translaciji, izražavanju gena pri kreiranju proteina.

## Mehanizam
Sintetaza prvo vezuje {\displaystyle {\ce {ATP}}} i korespondirajuću aminokiselinu (ili njen prekurzor) čime se formira aminoacil-adenilat, i oslobađa neorganski pirofosfat (). Adenilat-aaRS kompleks zatim vezuje D ruku prikladnog tRNK molekula, i aminokiselina se prenosi sa aa-AMP na bilo 2'- ili {\displaystyle {\ce {3'-OH}}} zadnjeg tRNK nukleotida (A76) na 3'-kraju.
Mehanizam se može prikazati sledećom reakcionom serijom:
Sumarna reakcija je:
Neke sintetaze isto tako posreduju reakciju editovanja da bi se obezbedila znatna verodostojnost tRNA učitavanja. Ako je pogrešna tRNK dodata (aka. ispostavi se da je tRNK nepravilno učitana), aminoacil-tRNK veza biva hidrolizovana. Do toga može doći kad dve aminokiseline imaju različite osobine mada one imaju slične oblike, kao što je slučaj sa valinom i treoninom.
Preciznost aminoacil-tRNK sintetaze je toliko visoka da se ona obično karakteriše kao „superspecifična” kad se poredi sa drugim enzimima koji učestvuju u metabolizmu. Mada sve sintetaze nemaju domen čiji ja jedina svrha editovanje, one nadoknađuju za to putem specifičnog vezivanja i aktivacije njihovih pripojenih aminokiselina. Još jedan činilac koji doprinosi preciznosti tih sintetaza je odnos koncentracija aminoacil-tRNK sintetaze i njenih tRNK. Pošto tRNK sintetaza nepravilno acilira tRNK kad je sintetaza prekomerno proizvedena, moraju da postoje granični nivoi koncentracija aaRS i tRNA molekula in vivo.

## Klase
Postoje dve klase aminoacil tRNK sintetaza, svaka od kojih se sastoji od deset enzima:
- Klasa  ima dva veoma konzervirana sekvencna motiva. Ona aminoaciluje na {\displaystyle {\ce {2'-OH}}} terminusu adenozinskog nukleotida na tRNK, i ona je obično monomerna ili dimerna (jedna ili dve podjedinice, respektivno).
- Klasa  ima tri visoko konzervirana sekvencna motiva. Ona aminoaciluje na {\displaystyle {\ce {3'-OH}}} terminalnom adenozinu na tRNK, i obično je dimerna ili tetramerna (dve ili četiri podjedinice, respektivno). Mada je fenilalanin-tRNK sintetaza pripadnik klase II, ona aminoaciluje na {\displaystyle {\ce {2'-OH}}}.

Aminokiseline se vezuju za hidroksilnu ({\displaystyle {\ce {-OH}}}) grupu adenozina preko karboksilne ({\displaystyle {\ce {-COOH}}}) grupe.
Nezavisno od toga gde je aminoacil inicijalno vezan za nukleotid, 2'-O-aminoacil-tRNK će ultimatno migrirati do 3' pozicije putem transesterifikacije.

## Strukture
Obe klase aminoacil-tRNK sintetaza su multidomenski proteini. U tipičnom scenariju, aaRS se sastoji od katalitičkog domena (gde se obe gornje reakcije odvijaju) i domena vezivanja antikodona (koji formira interakcije uglavnom sa antikodonskim regionom tRNK i osigurava vezivanje korektne tRNK za aminokiselinu). Osim toga, neki aaRS molekuli imaju dodatne domene RNK vezivanja i domene editovanja koji razlažu pogrešno uparene aminoacil-tRNK molekule.
Katalitički domeni svih aaRS molekula date klase su međusobno homogeni, dok enzimi klase I i klase II nisu srodni jedni s drugima. Enzimi klase I imaju sveprisutno Rozmanovo savijanje i imaju arhitekture paralelnih beta lanaca, dok enzimi klase II imaju jedinstven sklop sačinjen od antiparalelnih beta lanaca.
Alfa heliksni domen vezivanja antikodona kod arginil, glicil i cisteinil-tRNK sintetaza je poznat kao DALR domen po karakterističnim konzerviranim aminokiselinama.
Aminoacil-tRNK sintetaze su bile kinetički studirane, i utvrđeno je da {\displaystyle {\ce {Mg2+}}} joni igraju aktivnu katalitičku ulogu i stoga aaRs ima stepen magnezijumske zavisnosti. Povećanje {\displaystyle {\ce {Mg2+}}} koncentracije dovodi do povećanja konstanti ravnoteže za reakcije aminoacil-tRNK sintetaza. Mada je taj trend uočen kod obe klase sintetaza (klasa I i klasa II), magnezijumska zavisnost za ove dve klase je veoma različita. Klasa II sintetaza ima dva ili tri (češće tri) {\displaystyle {\ce {Mg2+}}} jona, dok je klasi I potreban samo jedan {\displaystyle {\ce {Mg2+}}} jon.

## Evolucija
Većina aminoacil tRNK sintetaza date specifičnosti je evoluciono bliža jedna drugima, nego aaRS enzimima drugog specificiteta. Međutim, AsnRS i GlnRS se grupišu unutar AspRS i GluRS, respektivno. Većina aaRS enzima date specifičnosti isto tako pripada jednoj klasi. Za raliku od toga, postoje dve distinktne verzije LysRS - jedna pripada klasi I, a druga pripada klasi II.
Molekularna filogenija aaRS enzima obično nije konzistentna sa prihvaćenim filogenijama organizama. To jest, one krše tzv. kanonski filogenetski obrazac koji pokazuje većina drugih enzima za tri domena života - Archaea, Bacteria, i Eukarya. Pored toga, filogenije izvedene za aaRS različitih aminokiselina često se ne slažu jedne s drugima. Dodatno, aaRS paralozi unutar iste vrste pokazuju visok stepen divergencije među sobom. Postoje jasne indikacije da je do horizontalnog transfera došlo nekoliko puta tokom evolucione istorije aaRS molekula.
Široko zastupljeno verovanje u evolucionarnu stabilnost ove superfamilije, prema kome svaki organizam ima sve aminoacilne tRNK sintetaze za svoje korespondirajuće aminokiseline je pogrešno. Genomske analize velikog obima na ~2500 prokariotskih genoma su pokazale da mnogima od njih nedostaje jedan ili više aaRS gena, dok mnogi genomi imaju jedan ili više paraloga. AlaRS, GlyRS, LeuRS, IleRS i ValRS su evoluciono najstabilniji članovi familije. GluRS, LysRS i CysRS često imaju paraloge, dok su AsnRS, GlnRS, PylRS i SepRS često odsutni iz mnogih genoma.
Sa izuzetkom AlaRS, otkriveno je da je kod 19 od 20 ljudskih aaRSs dodat bar jedan novi domen ili motiv. Ovi novi domeni i motivi variraju po funkciji i uočeni su u raznim formama života. Česta nova funkcija među ljudskim aaRS molekulima je pružanje dodatne regulacije bioloških procesa. Postoji teorija prema kojoj je povećani broj aaRS molekula sa dodatim domenima posledica kontinuirane evolucije viših organizama sa kompleksnijim i efikasnijim gradivnim blokovima i biološkim mehanizmima. Deo dokaza ove teorije je da nakon dodatka novog domena u aaRS, taj domen postaje potpuno integrisan. Stoga je funkcionalnost novog domena konzervirana od te tačke nadalje. 

## Spoljašnje veze
- Amino+Acyl-tRNA+Synthetases на 
- Овај артикал садржи текст из јавног власништва Пфам и ИнтерПро IPR015273
- Овај артикал садржи текст из јавног власништва Пфам и ИнтерПро IPR008909